# Камп за преспавати 3: Тинејџерска пустош
Камп за преспавати 3: Тинејџерска пустош (енгл. Sleepaway Camp III: Teenage Wasteland) амерички је слешер хорор филм из 1989. године, редитеља и продуцента Мајкла Симпсона, са Памелом Спрингстин у улози Анџеле Бејкер. Представља наставак филма Камп за преспавати 2: Несрећни кампери (1988) и радња је смештена годину дана након догађаја из тог филма.
Филм је дистрибуиран на VHS касетама од 13. августа 1989. Добио је негативне оцене критичара, а на сајту Ротен томејтоуз оцењен је са 13%. Четврти део серијала, Камп за преспавати 4: Преживели, објављен је 2012, иако је почео да се снима 1992.

## Радња
Годину дана након догађаја из другог дела, Анџела Бејкер убија младу девојку и преузима њен идентитет. Затим се упућује у камп Нови хоризонт, који је настао преуређивањем кампа у ком је она починила масовно убиство претходне године.

## Улоге
| Глумац            | Улога                    |
| ----------------- | ------------------------ |
| Памела Спрингстин | Анџела Бејкер / „Марија” |
| Трејси Грифит     | Марша Холанд             |
| Марк Оливер       | Тони Дехерера            |
| Ким Вол           | Синди Хамерсмит          |
| Дарил Вилчер      | Риф                      |
| Сандра Дорси      | Лили Миранда             |
| Мајкл Џ. Полард   | Херман Миранда           |
| Клиф Бренд        | Барни Витмор             |
| Хејнс Брук        | Боби Старк               |